# Episcopale (pera)
Épiscopale (en España: 'Episcopal') es una variedad antigua cultivar de pera europea Pyrus communis. Esta pera fue criada en "Ramegnies-Chin" (Bélgica). Las frutas tienen una pulpa fina, muy tierna y jugosa, dulce y aromatizada, excelente y de muy buena calidad. La pera es rica en azúcar y sabrosa.

## Sinonimia
- "Pera Episcopal" en España,[5][6][4]
- "L'Episcopale" en Bélgica,
- "Gasparine poire" en Francia.

## Historia
La variedad de pera 'Épiscopale' fue criada por Norbert Bouzin Decano de Chin "Ramegnies-Chin" en Tournai en la Región Valona, en la provincia de Henao (Bélgica), y fue nombrada en febrero de 1839.

## Características
Las peras 'Épiscopale' están descritas en la "Pomone tournaisienne par Barthélemy Charles Joseph Dumortier, M. W. Brown (gravures), Société royale d'horticulture et d'agriculture de Tournai" como árbol fértil, de vigor medio, con ramas extendidas y erectas. Las puntas son bastante cortas, gruesas, rectas, rojizas, amarillentas. El botón floral pequeño, en consola, extendido, y el brote del fruto grande, ovalado.
Las hojas son de forma ovalada, pequeña, aplanada, denticulada. Peciolo de tamaño medio, y estípulas anchas , lineales o lineales-lanceoladas.
Las flores son de un tamaño mediano, en racimos densos, de pedúnculo corto, y pétalos ovalados.
La fruta con cornete, acortado y umbilicatado en el extremo, nervado en la base, formando matas. Pedúnculo corto, grueso, fuertemente umbilicado. Cáliz casi al ras, con divisiones verticales, muy separadas. Piel de color verde amarillento, violeta en el lado del sol. Pulpa fina, muy tierna y jugosa, dulce y aromatizada, excelente y de altísima calidad. Cuajado entre los meses de febrero y marzo.

## Cultivo
Para su cultivo en el norte de Francia y Bélgica, esta especie requiere exposición al sur y poda en espaldera. Este método de cultivo da frutos grandes, mientras que su tamaño permanece medio con un cultivo piramidal. Con exposición al sur, la fruta es superior a 'Joséphine de Malines'.